# Fossambault-sur-le-Lac
Fossambault-sur-le-Lac é uma cidade localizada na província de Quebec no Canadá.